# Brezovica (okres Sabinov)

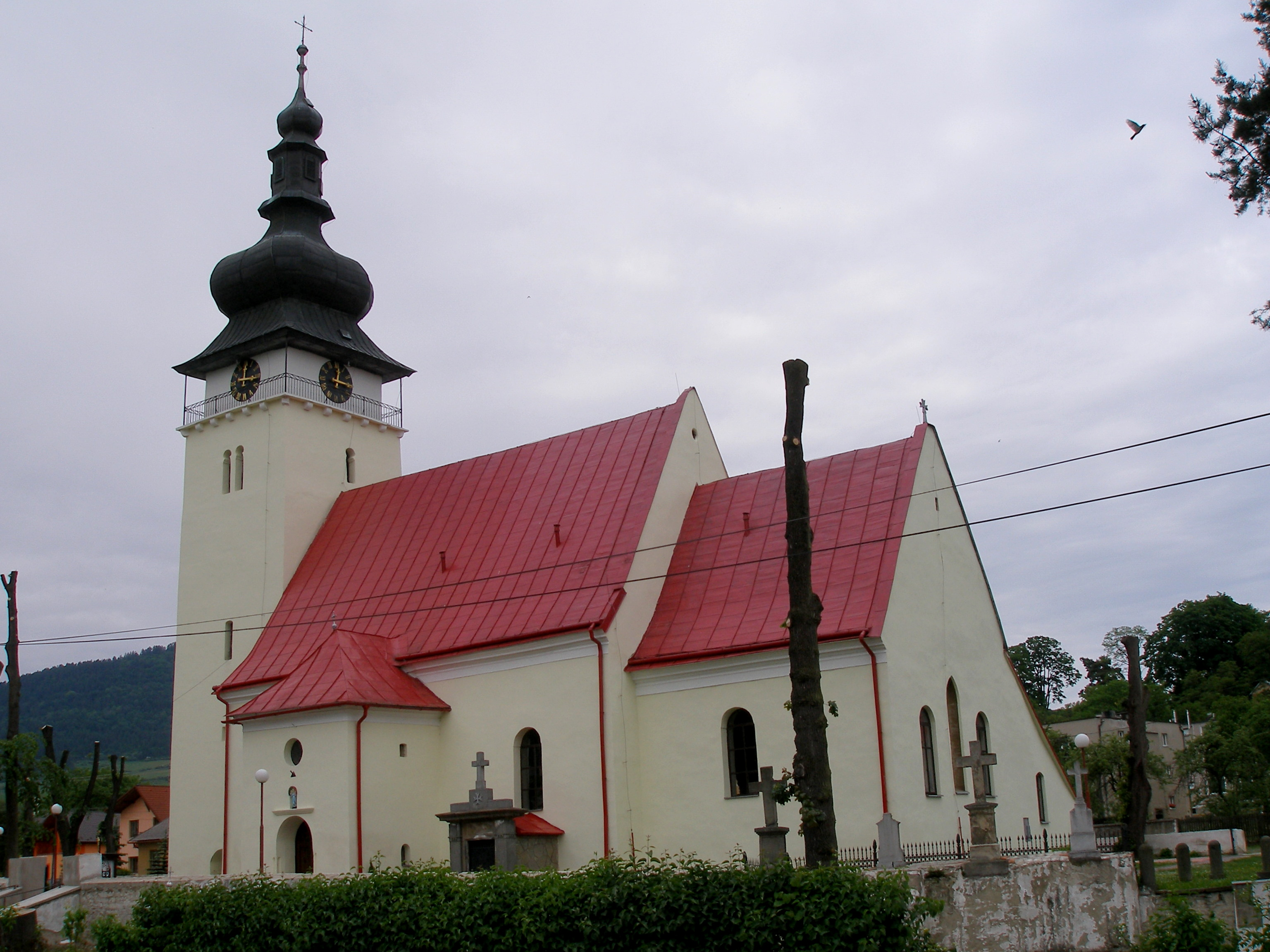
Brezovica

Brezovica (Hongaars: Berzevice) is een Slowaakse gemeente in de regio Prešov, en maakt deel uit van het district Sabinov.
Brezovica telt 1.679 inwoners.